# Romagnano di Virle
I marchesi Romagnano di Virle furono un'antica e potente famiglia feudale piemontese, ramo principale dei Romagnano, originata da pubblici funzionari, che controllò un vasto sistema di villaggi, abitati, borghi, comuni, abbazie e prepositure. In particolare furono tre i centri che tra il XIII e il XV secolo furono sottoposti alla loro signoria: Romagnano Sesia, Carignano e Virle.

## Storia
I primi atti documentati dei marchesi di Romagnano risalgono al 1163 con la loro investitura, da parte di Federico I Barbarossa, che donò Virle ai fratelli Olivero, Guidone e Ardizzone marchesi di Romagnano.
Molti studiosi ipotizzano che i Romagnano discendano dai figli di Arduino V, signore della Marca di Torino. Dopo aver condiviso tale autorità marchionale col ramo rappresentato dalla famosa contessa Adelaide, moglie di Oddone di Savoia che fino ad allora aveva cercato d'estendere i suoi dominii al di là delle Alpi, furono in seguito messi in ombra da quest'ultimo. I Romagnano, già nel XIII secolo riconobbero l'autorità dei Savoia e nel 1243 il marchese Giovanni di Virle prestò omaggio e giurò fedeltà a Tommaso II di Savoia, ricevendo l'investitura di metà Virle.
L'importanza politica dei Romagnano di Virle iniziò a decadere attorno alla metà del ‘500, col progressivo e definitivo passaggio dei poteri ai Savoia. L'ultimo erede della famiglia fu Cesare Romagnano di Virle, morto nel 1849 a Torino.